# Kansai Paint
Kansai Paint K.K. (jap. 関西ペイント株式会社, Kansai Peinto Kabushiki kaisha) ist ein japanischer Lackhersteller aus Osaka in der Kansai-Region. Er firmiert unter der Marke „ALESCO“.
2014 erwirtschaftete Kansai Paint 38 % seines Umsatzes mit Autolacken, 26 % mit Industrielacken, 26 % mit Dekolacken und 6 % mit Schiffsanstrichen.

## Werke
Kansai Paint besitzt fünf Werke in Indien (Kansai Nerolac Paints), je eines in Pakistan und den Vereinigten Arabischen Emiraten, drei in Südafrika sowie eines in Hiratsuka und das Stammwerk in Amagasaki.